# Buccinum tenebrosum
Buccinum tenebrosum är en snäckart som beskrevs av Hancock 1846. Buccinum tenebrosum ingår i släktet Buccinum och familjen valthornssnäckor. Inga underarter finns listade i Catalogue of Life.